# قلبي بغاه
قلبي بغاه (بالعربية: قلبي أحَبّهُ) هو فيلم تلفزي كوميدي رومانسي مغربي من إخراج هشام الجباري سنة 2019، و بطولة كل من سلمى رشيد، عبد الإله رشيد، ناصر أقباب، محمد الخياري، سكينة الفضايلي، جيهان كداري، وغيرهم.

## القصة
يحكي الفيلم قصة زينب التي تعمل في مجال تنظيم الحفلات تحت إمرة رئيسها مراد، الذي يرأس أكبر سلسلة فنادق فخمة، فيبدو متكبرا ومتفاخرا بشخصيته. وينتقد كل من حوله بشكل لاذع، ويستمتع أكثر حين يوجه الانتقاذ لما تقوم به زينب خاصة، إلى أن يطلبها بغتة في يوم من الأيام للزواج أمام صدمتها وذهولها.

## روابط خارجية
- الفيلم على يوتيوب